# G.Kurubarahalli, Sidlaghatta
G.Kurubarahalli là một làng thuộc tehsil Sidlaghatta, huyện Kolar, bang Karnataka, Ấn Độ.